# Милоје Поповић Каваја
Милоје Поповић Каваја (28. јул 1936 — Београд, 10. октобар 2020) био је српски дипломата, публициста и књижевник, члан Удружења књижевника Србије и Удружења Адлигат, где се налази његов легат.

## Биографија
Дипломирао је на Правном факултету Универзитета у Београду. Био је новинар „Студента“, „Младости“, „Политике“ (1966—1972), директор Kултурно-информативног центра Југославије у Њујорку (1974—1978), генерални директор Сава центра (1978—1986), секретар за инострани туризам Савезне владе (1986—1952) и саветник светске компаније ДХЛ. Председник Kултурно-просветне заједнице Београда (1989—1982) и саветник Удружења књижевника Србије, члан Удружења за културу уметност и међународну сарадњу „Адлигат“ у којем се налази његов легат.
Аутор је званичних стихова за националну мелодију Станислава Биничког „Марш на Дрину“, која до 1964. није имала речи, и која је одобрена од породице Бинички. Поема написана док је био председник Омладинског културно-уметничког друштва „Лола“.
Последњих година је био редован сарадник „Политике“, у рубрици Погледи. Водио је дневник од 1952. године (6000 страна). Књижевни псеудоном „Каваја“ преузео је по оцу који је пре Другог светског рата држао ланац књижара „Браћа Kаваја“.
Објавио је више од 40 књига, литерарне и публицистичке садржине, између осталог, две књиге о Америци, књиге о Kини и Јужној Kореји, о Београду, Телевизијске приче о Србији и Београду, две књиге о „Политици“, две збирке сатиричних прича, збирке поезије и друге књиге.

## Легат Милоја Поповића Каваје
У легату у Удружењу „Адлигат“ може се, између осталог, видети важан део његове архиве и личних предмета које је деценијама добијао на поклон од значајних појединаца као што су Јосип Броз Тито, Садам Хусеин, Ким Ил Сунг итд. Последњих месеци живота радио је на припремању опширних белешки на књигама које је деценијама добија на поклон од угледних и славних личности широм света. Захваљујући његовом ангажовању основан је Легат градоначелника Бранка Пешића у Адлигату.

## Награде и признања
Његово име се налази на спомен плочи споменика Тесли на Нијагари, за допринос његовом подизању 1976. године.
Носилац је многих признања:
- Орден заслуга за народ
- два Златна беочуга Београда
- две повеље Скупштине Београда поводом годишњица ослобођења
- Вукова награда
- Повеља за животно дело Удружења књижевника Србије (2016)
- Повеља општине Врачар (2017)
- За допринос Алжирској револуцији, где је био 1959. године, добио је Орден народног хероја Алжира.

Од 2005. до 2015. био је председник Друштва српско-туниског пријатељства.

## Одабрана дела
- Студенти и политика, 1965.[4]
- Радник челни партије, коаутор, 1972.[5]
- Прва и последња збирка, 1981.[6]
- Од Кумровца до слободе: приче о другу Титу, коаутор, 1982.[7]
- Живети у слободи: приче о Иви Лоли Рибару, 1984.[8]
- Карађорђе у Сиву, 1990.[9]
- Трамвајем у XXI век или Црна рупа у свемиру: хумористичко-сатиричне приче, 1993.[10]
- Моји новинарски мини-мемоари: "Политика", 100 година (1904-2004), 2004.[11]
- Трезор мудрости и водич кроз живот, 2008.[12]
- 50 година са "Политиком", 2010.[13]
- Кад киша пада: поезија, 2011.[14]
- Други живот Николе Тесле: од Америке 1974. до Србије 2014, 2014.[15]
- Како успети у животу, 2014.[16]
- Твит Милојко: 600 твит-афоризама, 2015.[17]
- Били смо млади док не остарисмо: ккњига о прохујалим младостима, све са записима и дневницима из школских и студентских дана и сликама пуних емотивних рана, 2015.[18]
- Књига литерарног изненађења, 2015.[19]
- Сенке и светлости Црне Горе : записи, сећања, дневници, сусрети, писма, песме, слике и прилике, 2015.[20]
- Твит Милојко твит афорко : 1500 афоризама, 2016.[21]
- Тито на ломачи : исповест зашто је 1973. године спаљена књига "Тито у анегдотама" на енглеском и изводи из књиге "Тито у анегдотама", 2016.[22]
- Дарданели: 3000 твит-афоризама, 2017.[23]
- Приче о Сакијет Сиди Јусуфу: прошло је шездесет година, 2019.[24]